# Наличные деньги

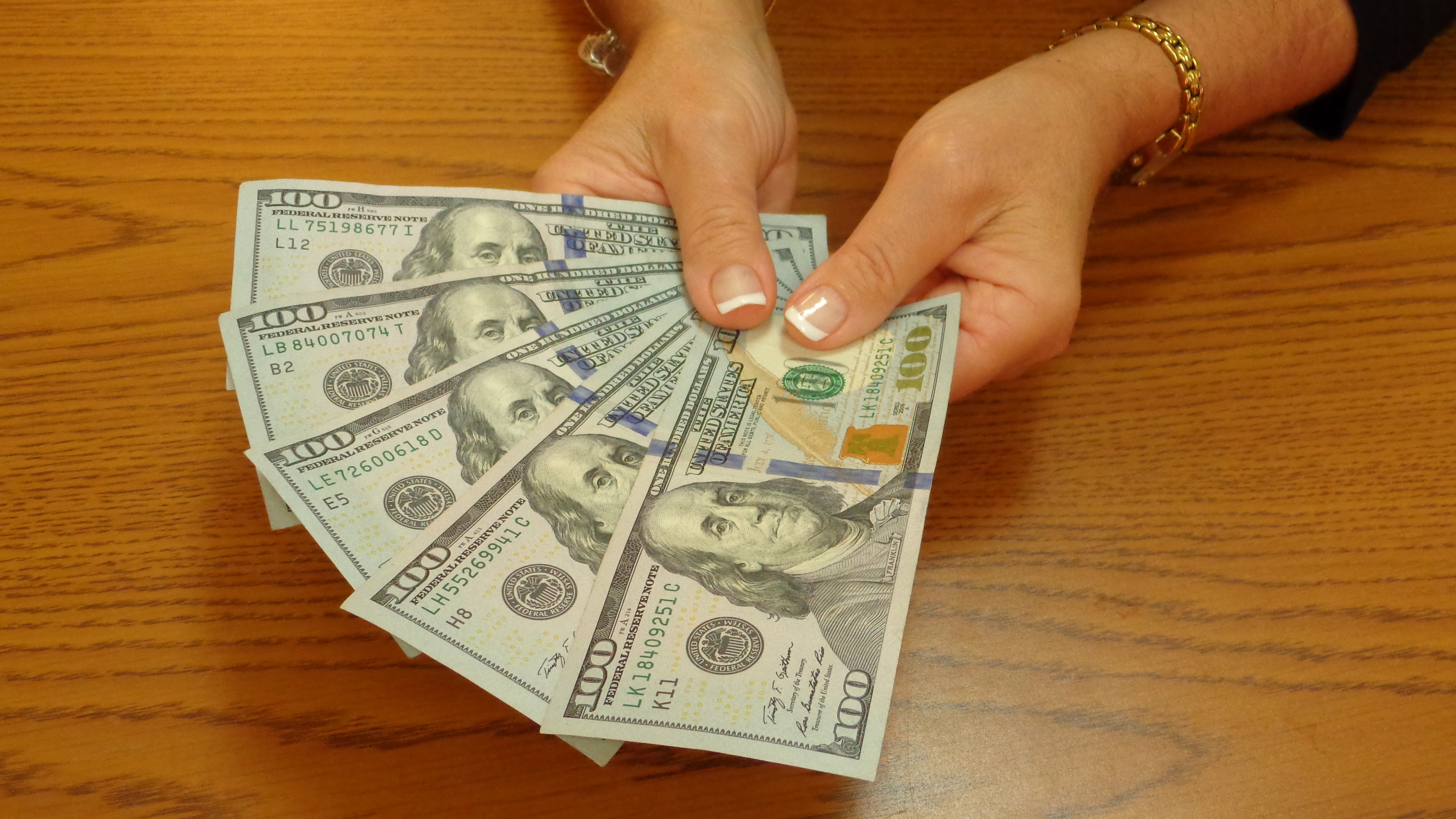
Наличные деньги в виде банкнот.

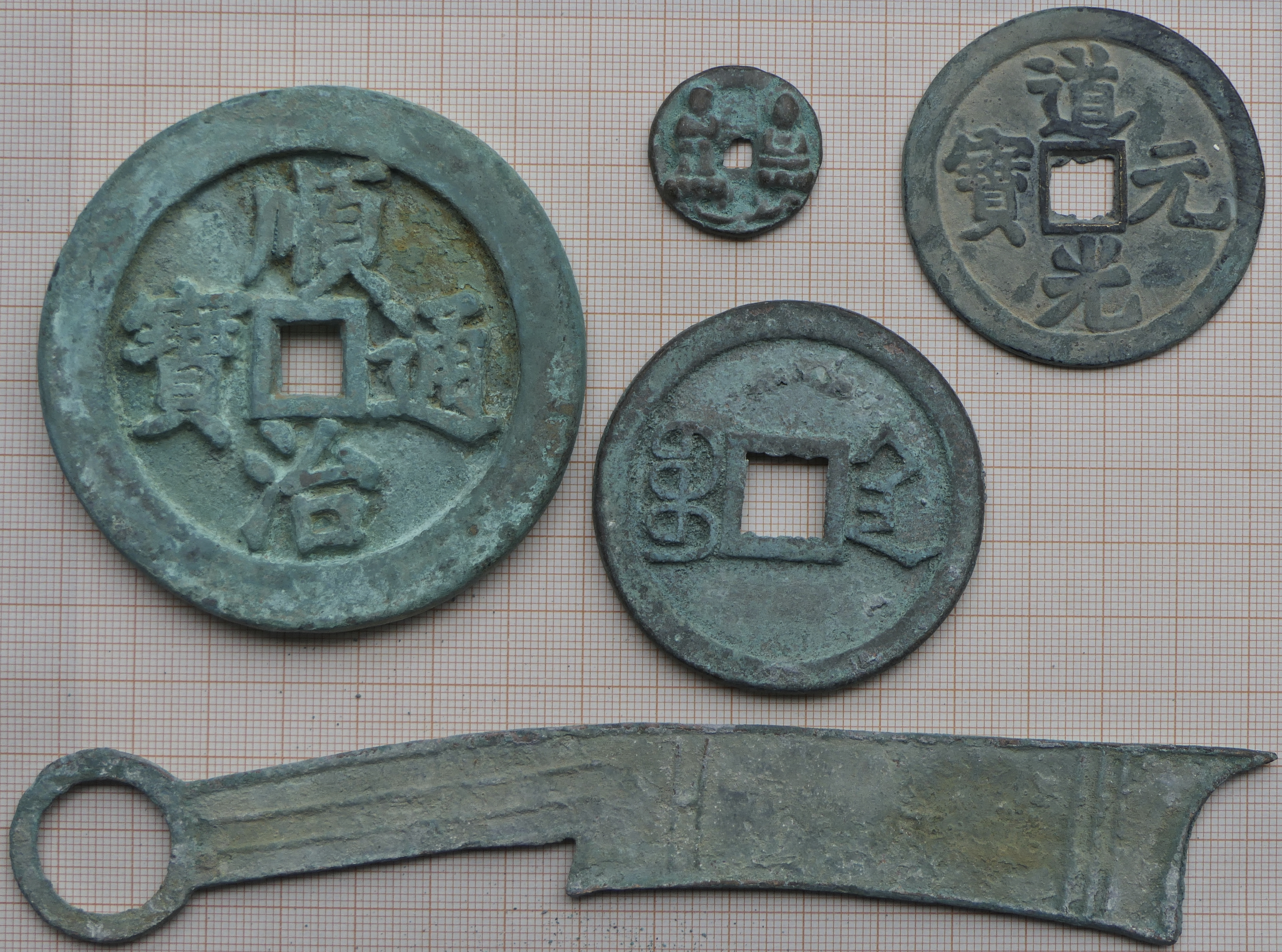
Древние китайские монеты.

Нали́чные де́ньги, нали́чность, в противоположность безналичным деньгам — валюта одной из стран в каком-либо физическом представлении (обычно купюры; реже монеты) у конкретного физического или юридического лица для платежей за покупаемые товары и услуги.
Наличные деньги являются основой денежной системы и играют важнейшую роль в экономике. Наличные деньги (бумажные деньги и монеты) — один из видов современных денег. Другой вид денег представлен безналичными денежными средствами, то есть такими, которые существуют в виде записей на банковских счетах. Одно из устаревших названий наличности, наличных денег — истина, истиник.

## Описание

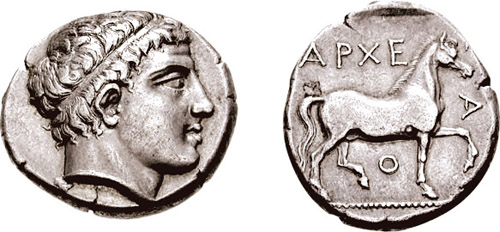
Наличные деньги были уже во времена Античности

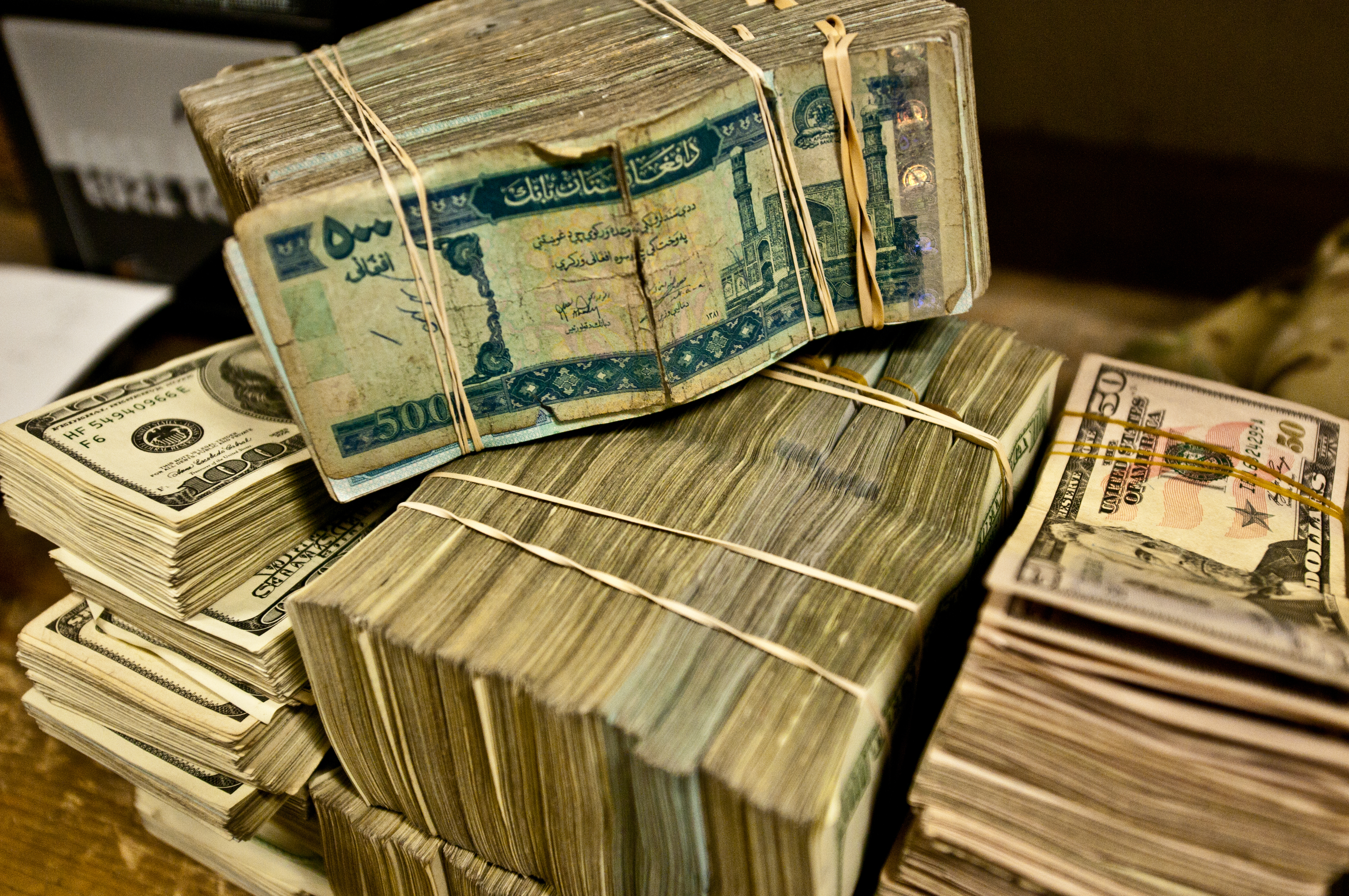
Бумажные деньги (доллары США и афгани) в финансовой службе американских вооруженных сил на базе «Баграм», 2014 год

Наличные деньги являются законным платёжным средством в соответствующей стране. Они выпускаются государственными центральными банками и вводится в обращение через коммерческие банки.
Наличными деньгами нельзя заплатить удалённо (например, в Интернете), для этого нужно использовать электронные деньги или безналичную оплату, но они очень удобны независимостью от банков и каких-либо дополнительных технических средств, а также, когда нужно оплатить что-либо конфиденциально.
В отличие от денег на банковских счетах, поток наличных денег затруднительно проконтролировать. Именно по этой причине незаконные транзакции, например, теневая занятость или другие сделки в теневой экономике, часто производятся наличными деньгами. Поэтому хозяйственное законодательство нередко содержит ограничения на использование наличных денег. Также при использовании наличных денег существует риск их фальсификации — фальшивомонетничество.
С другой стороны, наличные деньги предоставляют потребителю способ обеспечить конфиденциальность своего покупательского поведения самостоятельно, не полагаясь на защиту данных, предоставляемую поставщиками электронных платежей.
В 2014 году в России сохранялась тенденция к росту количества наличных денег в обращении. На 1 января 2015 года в обращении было денежных знаков Банка России, на сумму 8848,5 млрд рублей. В дальнейшем она постепенно увеличивалась и на начало 2020 года составила 10627,2 млрд, после чего темп роста значительно увеличился. На 1 января 2021 года было 13435,6 млрд. — за год добавлено почти в 2 раза больше, чем суммарно за предыдущие 5 лет. Большой рост произошёл в 2022 году — он завершился на отметке 16391,8 млрд, на 1 января 2024 года сумма составила уже 18429,6 млрд рублей.
Банк России выпускает монеты, которые содержат золото, серебро, платину. Монетами, которые были выпущены Банком России, можно совершать все виды платежей.
Монеты, которые были изготовлены из драгоценных металлов, делятся на инвестиционные и памятные. Памятные монеты выпускаются с 1992 года небольшими тиражами. Банкноты составляли 99 % от общей суммы наличных денег, а монеты 1 %. Увеличение количества денег в обращении провоцируется высоким спросом на наличные деньги у населения и субъектов хозяйственной деятельности.
Уровень достаточности наличных денег (отношение массы наличных денег к ВВП страны), по данным на 2014 год, в экономике Китая составлял 9,3 %. Не выше 4 % этот уровень был в Казахстане, Белоруссии, Великобритании. В Японии этот показатель составлял 17,8 %, а в США — 7 %. Доля наличных денег в обращении к общей сумме денежной массы в Индии составляла 59,1 %, в Китае 4,9 %, в Швеции 3,2 %, в Белоруссии 15,4 %, в Казахстане 14,1 %, в США — 10,8 %, в Бразилии 8,4 %.

## См. также

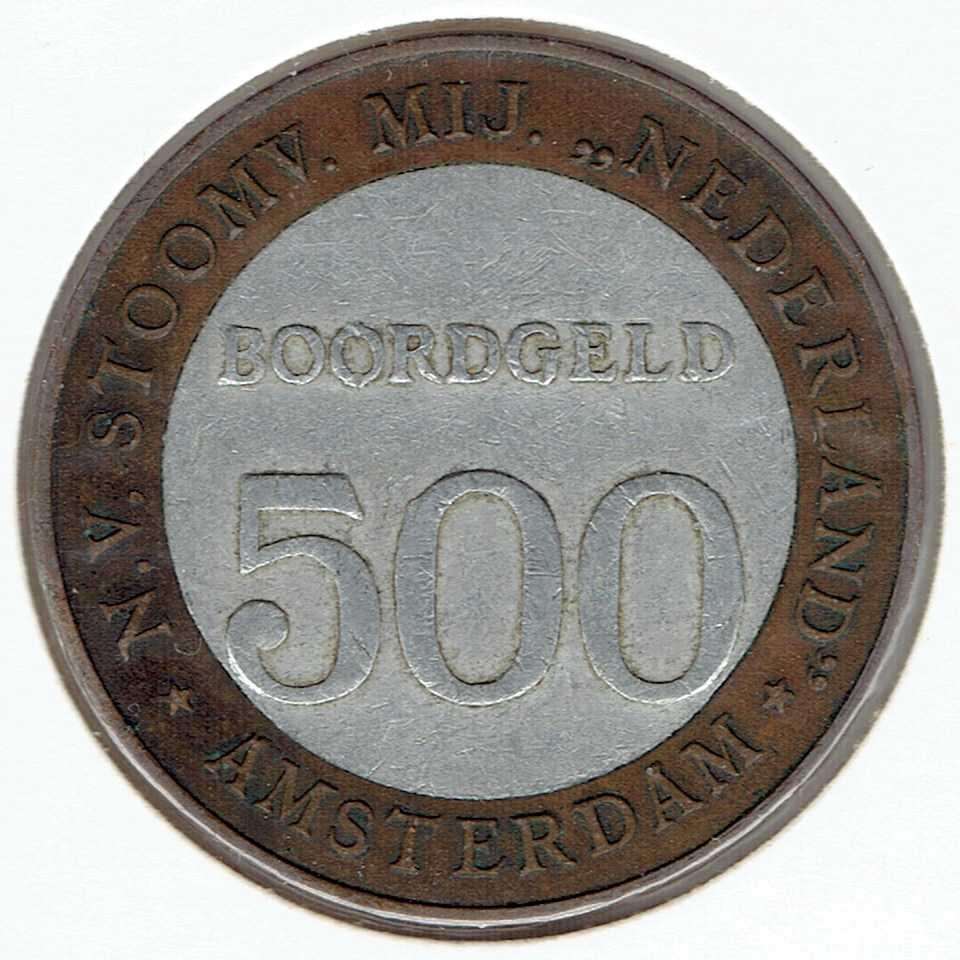
Корабельные деньги применялись в Нидерландах где существовал ряд судоходных компаний, которые по разным причинам использовали собственные дензнаки на борту своих лайнеров.